# Mũi đất
Mũi đất hay mũi biển là phần đất nằm kề biển với 3 mặt là nước bao quanh.

## Địa chất và địa lý học
Mũi đất thường bao bọc  vịnh biển. Những mũi đất được tạo nên chủ yếu là do quá trình biến đổi địa chất, hay do nước biển dâng lên làm ngập các phần đất thấp hơn còn phần đất cao thì nổi lên tạo thành mũi đất.

## Những mũi đất nổi tiếng

### Việt Nam
- Mũi Cà Mau.
- Mũi Né.

### Châu Á
- Mũi Kanyakumari hay mũi Cape Comorin ở Tamil Nadu, Ấn Độ
- Mũi Engaño ở Philippines
- Mũi Indira ở đảo Andaman và Nicobar, Ấn Độ
- Mũi Dezhnev. Nga

### Châu Âu
- Mũi Cabo da Roca,  Bồ Đào Nha.
- Mũi Arkona, Đức.
- Mũi Finisterre, Tây Ban Nha
- Mũi Bắc, North Cape, Na Uy.
- Mũi Wrath, Scotland
- MũiGris Nez, Pháp.
- Land's End, Anh
- Mũi Pointe du Raz, Pháp.

### Châu Phi
- Mũi Agulhas, Nam Phi
- Mũi Hảo Vọng, Nam Phi.
- Mũi Juby,Maroc.
- Cape Guardafui, Xô-ma-li,  Somalia
- Mũi Verde, Sénégal
- Mũi Blanc, Tuy-ni-di, Tunisia

### Bắc Mỹ, Trung Mỹ và Ca-ri-bê
- Mũi đảo Breton, Nova Scotia, Canada
- Mũi Canaveral, Florida, Hoa Kỳ
- MũiChidley, Newfoundland và Labrador/Nunavut, Canada
- Mũi Cod, Massachusetts, Hoa Kỳ
- Mũi Columbia, Nunavut, điểm cực bắc của Canada
- Mũi Farewell, điểm cực Nam của Greenland
- Mũi Hatteras,Bắc Carolina, Hoa Kỳ
- Mũi Henry, Virginia, Hoa Kỳ
- Mũi Prince of Wales,  Alaska, Hoa Kỳ
- Mũi Spear, Newfoundland và Labrador,cực Đông Canada
- Mũi Cabo San Lucas, Baja California Sur, México.

### Nam Mỹ
- Mũi Froward ở Chile
- Mũi Sừng, Horn, Chile, điểm gần cực Nam của Châu Mỹ.
- Mũi Virgenes, Argentina

### Châu Úc
- Mũi Egmont, New Zealand
- Mũi Foulwind, New Zealand
- Mũi Leeuwin, Australia
- Mũi Reinga,  New Zealand
- Mũi York, Australia
- Mũi Đông, New Zealand
- Mũi Bắc, New Zealand
- Mũi Nam, Australia
- Young Nick's Head,  New Zealand